# 昌慶宮
昌慶宮（韓語：창경궁）是朝鲜王朝的別宮，位於今韓國首爾特別市鐘路區臥龍洞，為首爾歷史五大古宮之一。

## 歷史
西元1418年，世宗登上王位後，為了奉養退位的太宗，而於1419年建造了「壽康宮」，這便是昌慶宮的雛形。1483年修繕後，改為現在的名字「昌慶宮」。南側面向宗廟，西側鄰接昌德宮，正门为弘化门，正殿为明政殿，便殿为文政殿，寝宫为寿宁殿（后改名通明殿），此外还有欢庆殿、景春殿、仁阳殿、养和堂、丽晖堂、思诚阁等建筑。
昌庆宫在壬辰倭乱中被焚毁，光海君时期予以重建，但是在仁祖反正时，昌德宫被焚毁，火势延烧旁边的昌庆宫，烧毁了多座殿阁。仁祖十一年开始重建昌庆宫，并将居所移至此处。由于预算不足，因此重建时部分拆毁了光海君为仁穆大妃营建的仁庆宫，用所得木料新建了通明殿、欢庆殿、涵仁亭、南月廊、正阳门等建筑。工程从当年三月开始，八月结束，赏赐匠人米1640石、布匹257捆14匹。
纯祖二十九年（1829年）八月一日午时，在为孝明世子举行葬礼时，昌庆宫发生火灾，烧毁欢庆殿、景春殿、养和堂、涵仁亭、恭默阁、崇文堂、迎春轩、宾阳门等建筑。由于此时刚刚结束庆熙宫的火灾复建工作，因此昌庆宫的修复工作直至纯祖三十一年七月才开始筹措。但由于财政状况不佳，因此迟迟没有开工。纯祖三十三年三月，筹措到3万两白银的费用后，昌庆宫修复工程开始实施。当年十月十七日昌德宫又发生大火，但还是决定先修复昌庆宫。到纯祖三十四年四月，全部修复工程完毕，费用约14万两。不仅重建了火灾中焚毁的建筑，还对其他建筑进行了修补，包括通明殿、迎春轩、集福轩、咸安阁、丽晖堂、纯亦轩、涵仁亭、恭默阁、体元阁、欢庆殿、延春轩东行廊、景春殿东行廊、养和堂北行廊、延禧堂东行廊、延庆堂西行廊、正阳门行廊、水剌间、西酱库、盐库、北盐库、交泰门、各处墙垣及隐沟（下水道）等。
昌慶宮在日治時期（1910-1945），西元1909年時，日本人拆除了昌慶宮的宮門和牆，建立了動物園和植物園。1911年改建為博物館，讓一般人觀覽，改稱京城李王職昌慶苑動物園，通稱昌慶苑（しょうけいえん）。

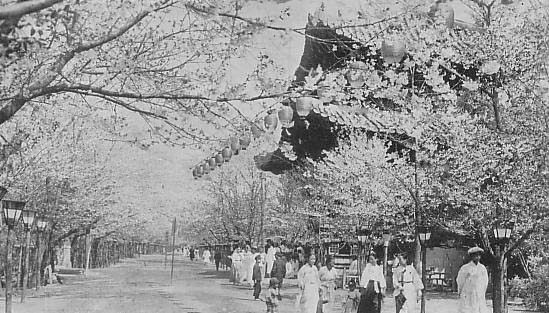
昌慶苑(1930)

韩国光复後，動物園被移至果川，又經修復工作後，1983年重新使用原名的「昌慶宮」，並指定為大韓民國的第123號史蹟。

## 主要建築
- 弘化門，昌慶宮的正門。寶物第384號。
- 月覲門
- 宣仁門
- 集春門
- 玉川橋，寶物第386號。
- 明政門，寶物第385號。
- 永清門
- 光政門
- 明政殿，為昌慶宮的正殿。國寶第226號。
- 文政門
- 文政殿，為君王與臣下平時議論國事所使用的便殿。
- 賓陽門，連接外殿與內殿的宮門。
- 崇文堂，國寶第151號。
  - 日監在茲
- 崇智門
- 光德門
- 歡慶殿，國王的寢殿。
- 景春殿，最初是做為大妃的寢殿。
- 涵仁亭
  - 春水滿四澤，涵仁亭樑上的提字。
  - 夏雲多奇峯，涵仁亭樑上的提字。
  - 秋月揚明輝，涵仁亭樑上的提字。
  - 冬嶺秀孤松，涵仁亭樑上的提字。
- 迎春軒
- 集福軒
- 通明殿，王妃的寢殿。寶物第818號。
- 養和堂
- 冽泉
- 成宗大王胎室
- 觀天台，寶物第851號。
- 咸陽門
- 春塘池
- 八角七層石塔
- 大温室，為王宮植物園。韓國最初的西式溫室。
- 觀徳亭
- 科學門

## 軼事
- 經過昌慶宮的正門弘化門，就是玉川橋，朝鮮的宮殿都是在正門後有一條小河，河上總是有一座拱型橋，玉川橋也不例外。過橋後再經過明政門便是明政殿。這裏是國王的辦公處，在朝鲜王朝的宮殿正殿中最為古老。李朝時代的正殿都是朝南，而明政殿卻是朝東。這是因為宗廟在南側，而根據儒教的習慣，是不能朝宗廟開門的。

- 在慈慶殿東南方有風旗台，台的頂部插著一根竿子，竿上繫著一塊布，這是用來測定風向和風速的工具。在慈慶殿北方的春塘池，據說原來池子的一半是水田，國王在此務農，以體察農情。但日據時期將水田都建成池塘，成為泛舟嬉水之地。池塘的上方是當時建造的植物園。

## 交通
●首都圈电铁4号线：惠化站4號出口，步行經首爾大學醫學院，再行15分鐘可達。

## 圖庫

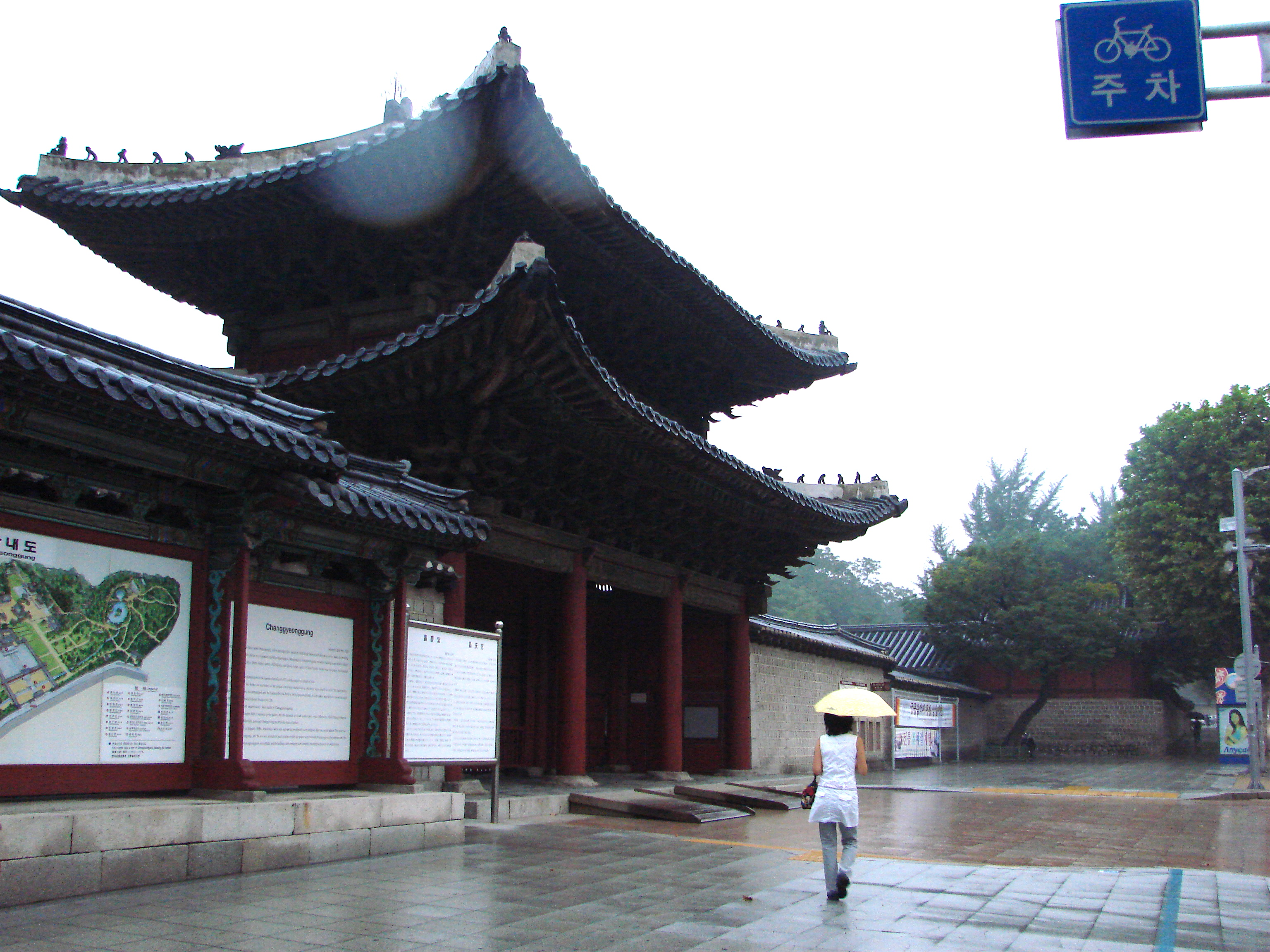
弘化門 (홍화문)
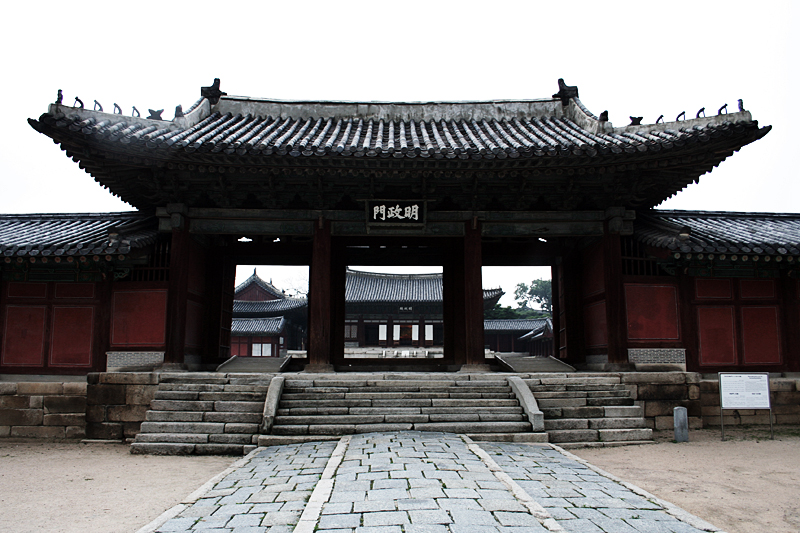
明政門 (명정문)
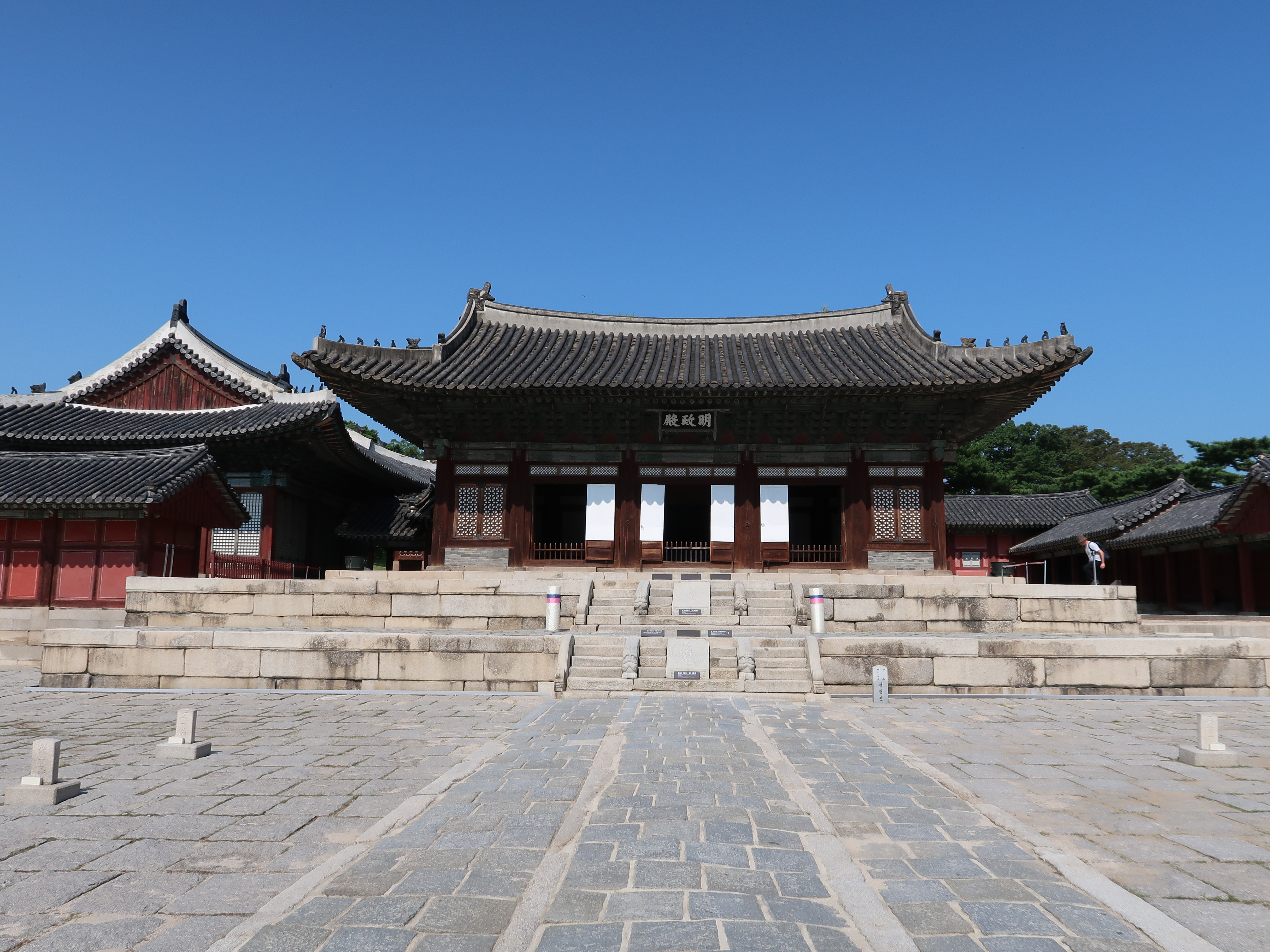
明政殿 (명정전)
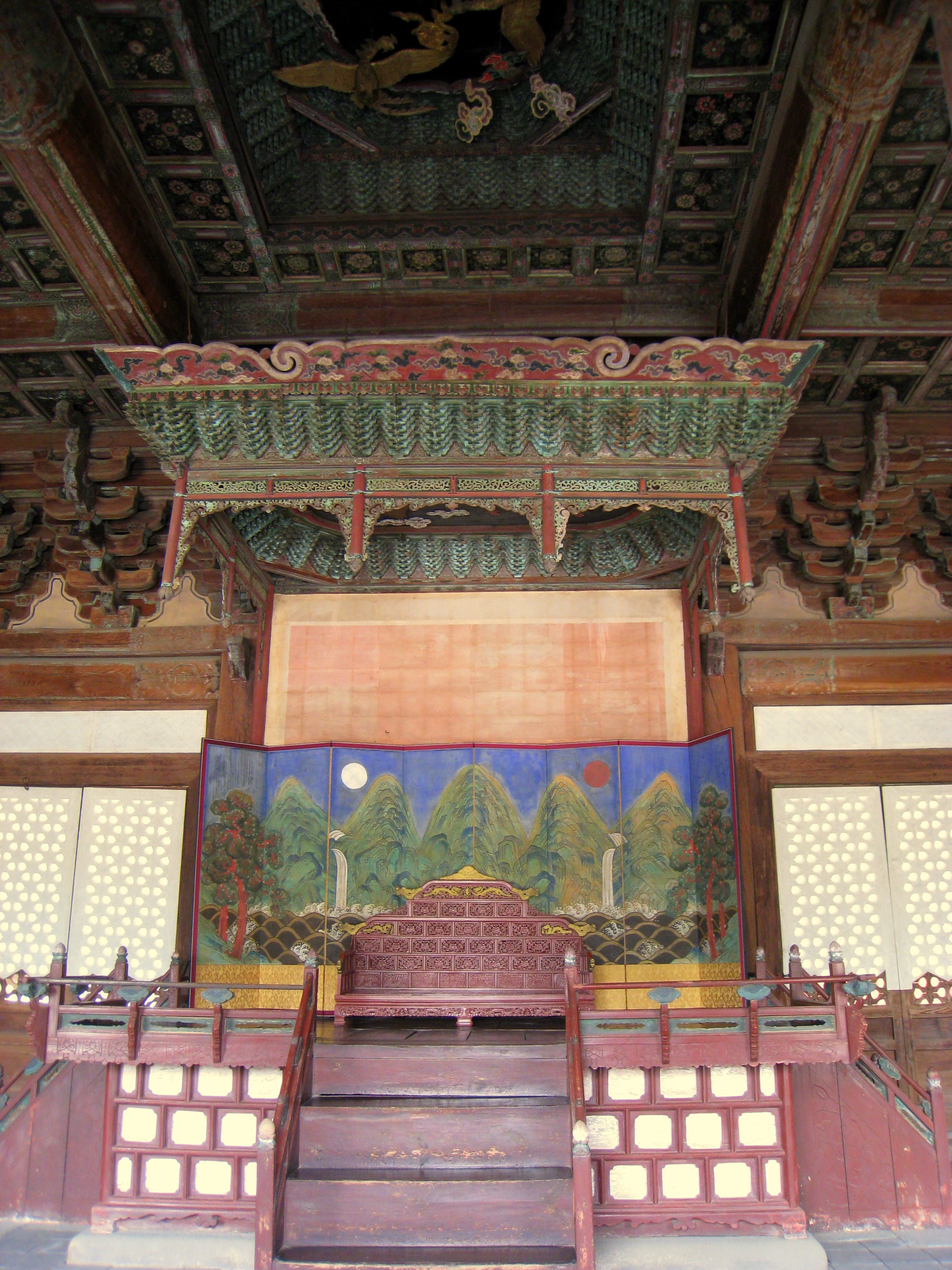
明政殿內之王座
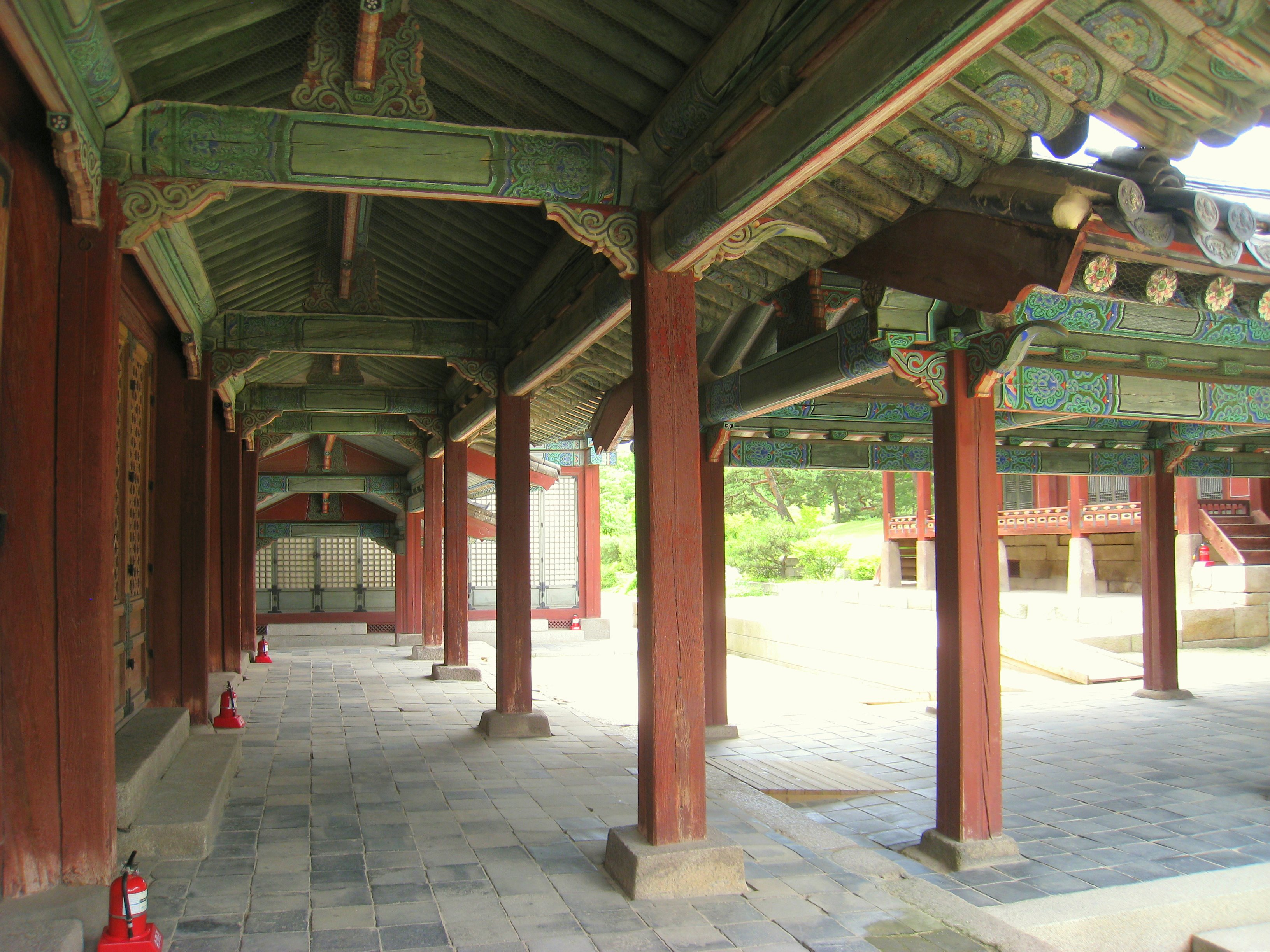
明政殿後方
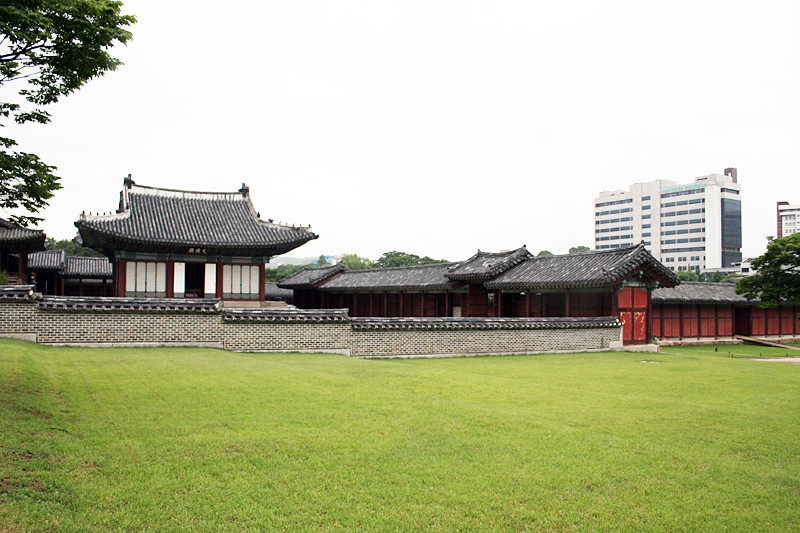
文政殿 (문정전)
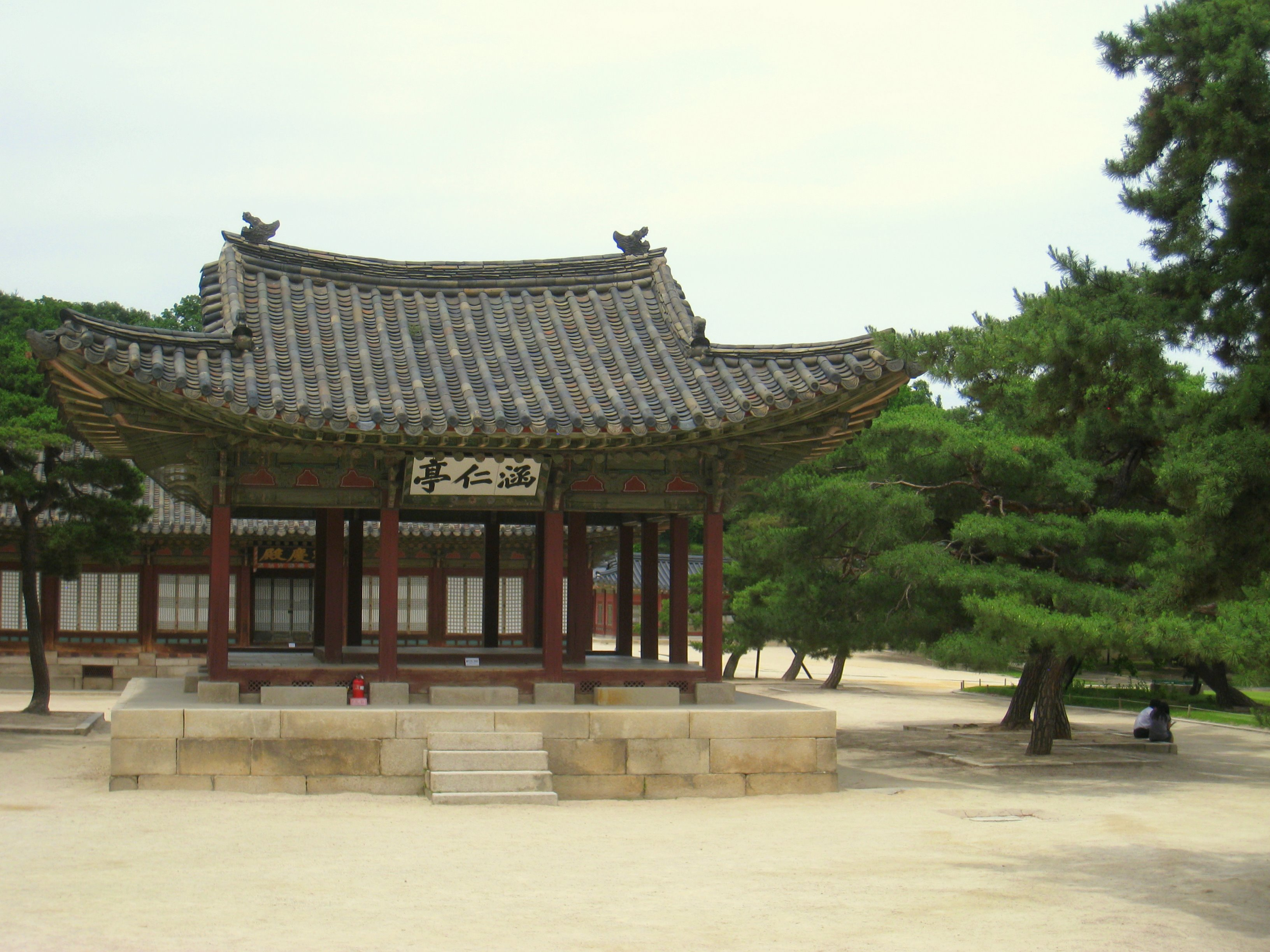
涵仁亭 (함인정)
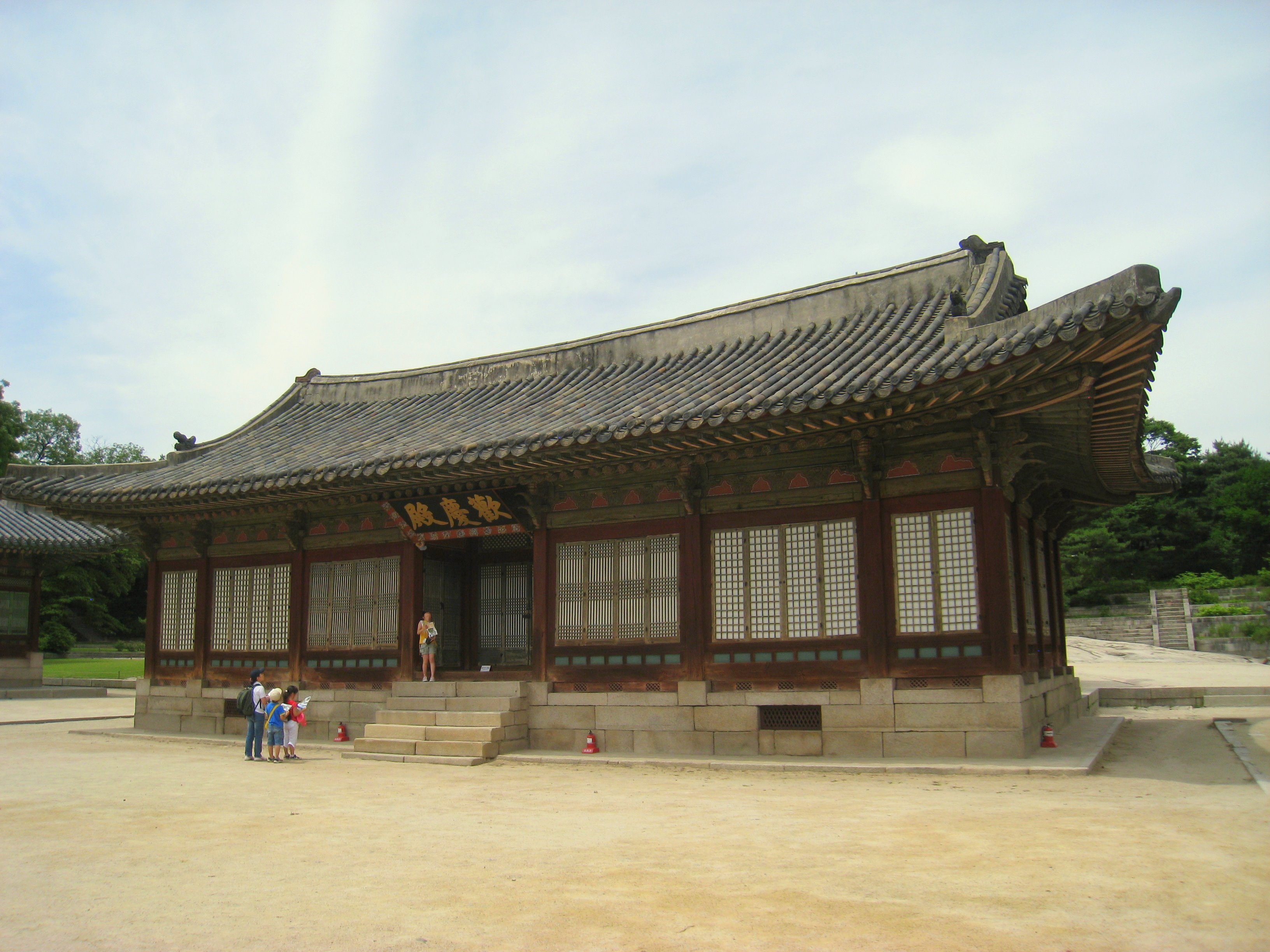
歡慶殿 (환경전)
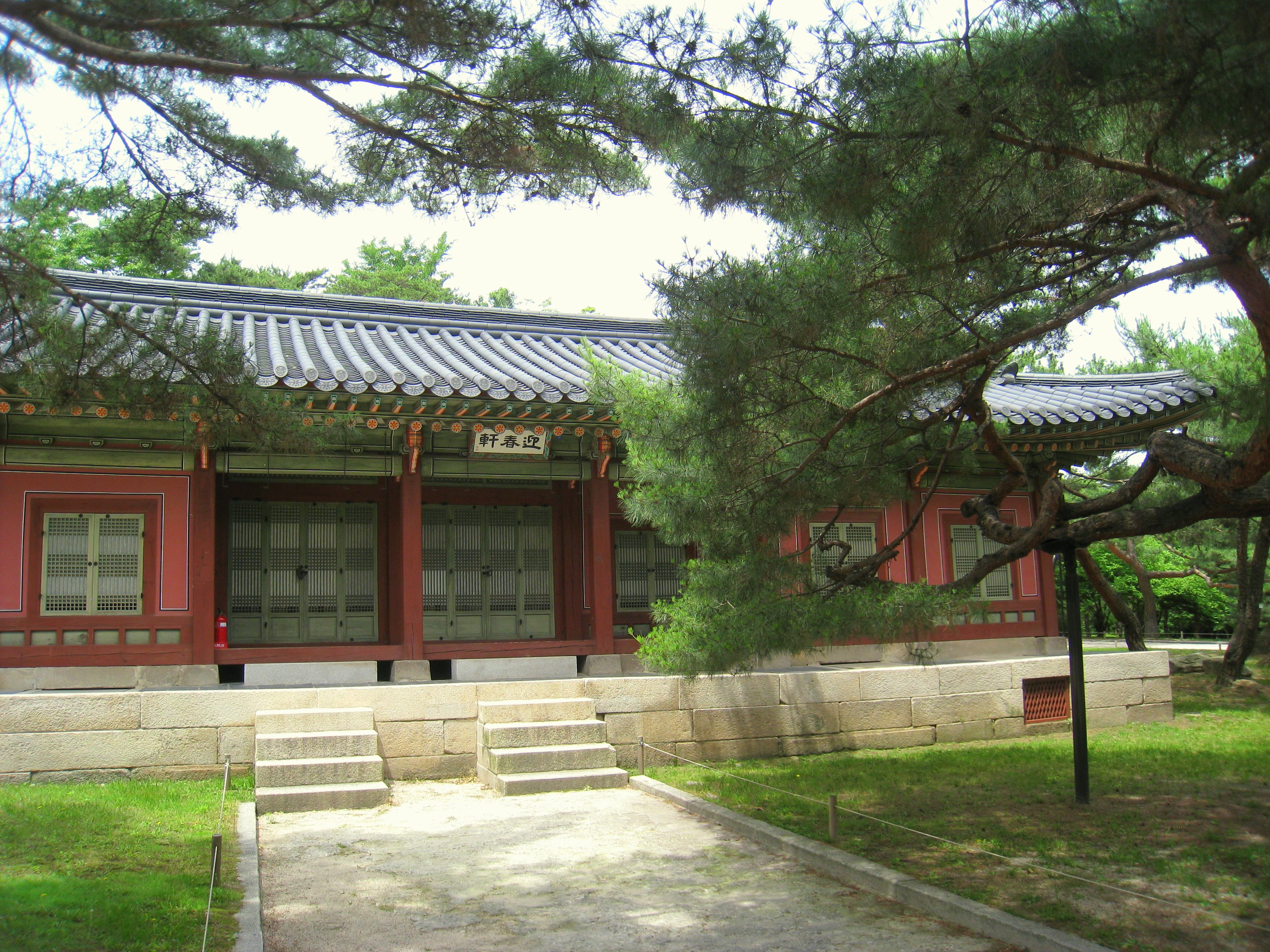
迎春軒 (영춘정)
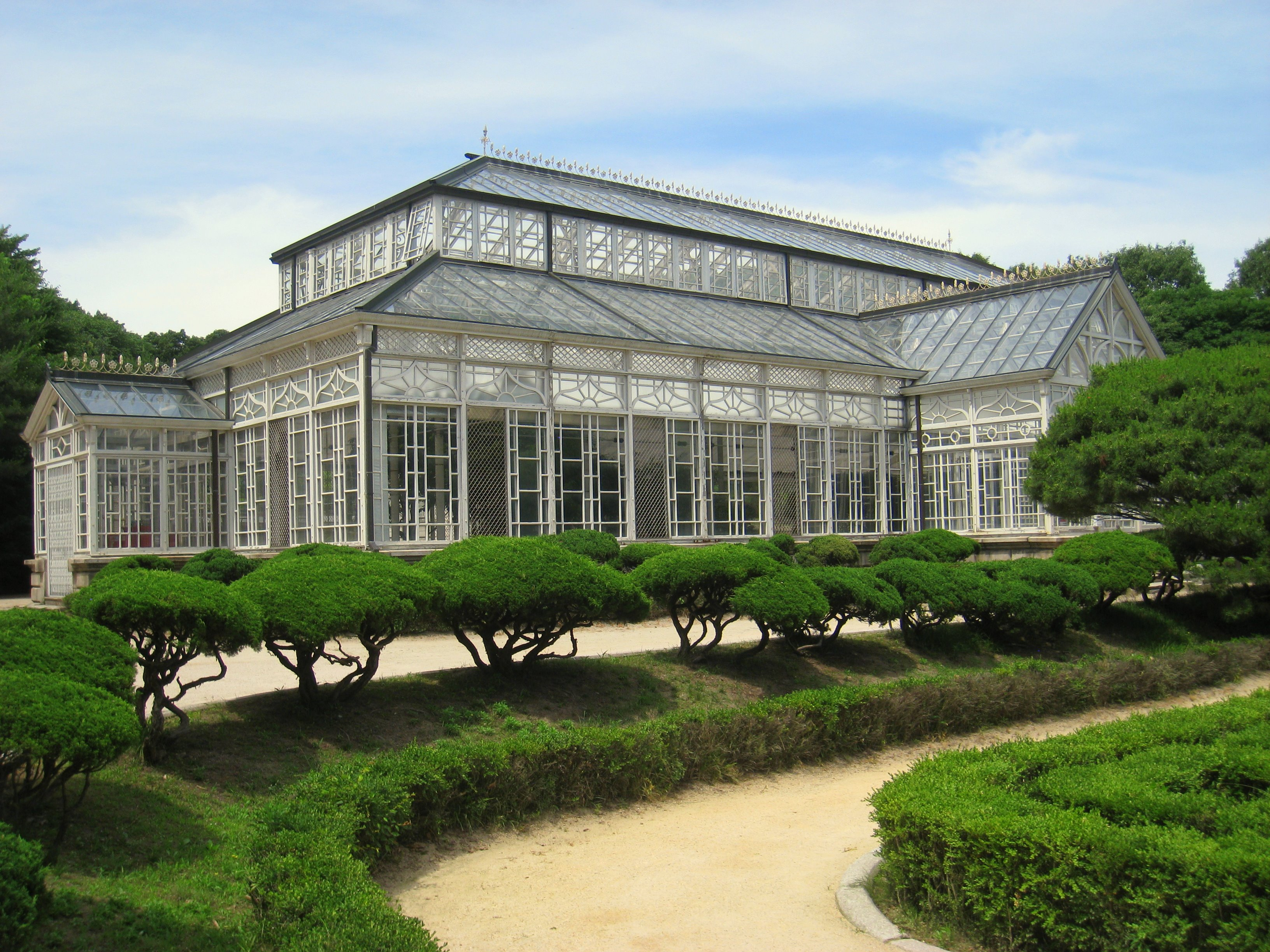
大溫室 (대온실)
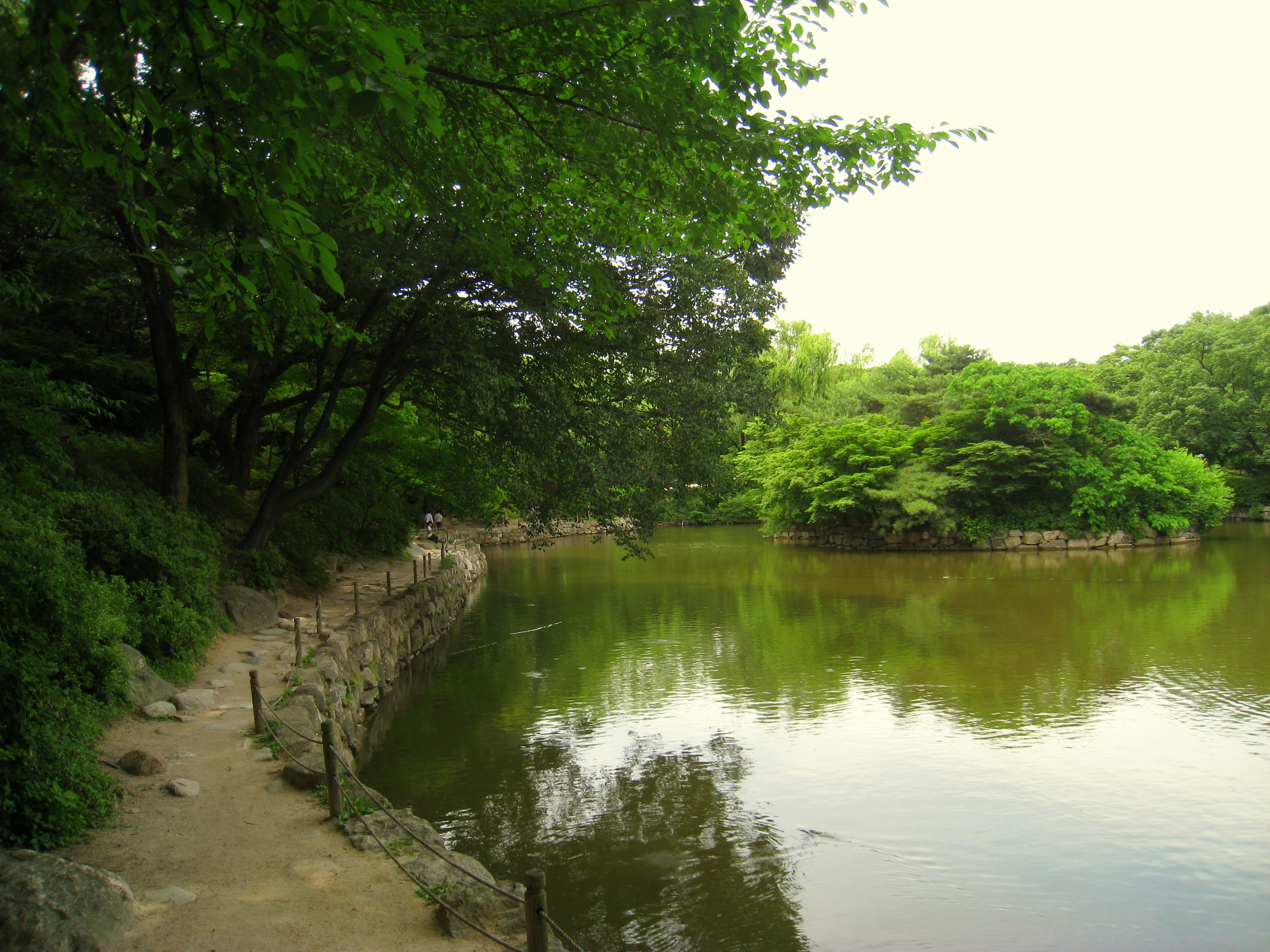
春塘池 (춘당지)

## 外部連結
- Official guide from Cultural Heritage Administration
- Changgyeong Palace （页面存档备份，存于）